# Friesodielsia unonifolia
Friesodielsia unonifolia là loài thực vật có hoa thuộc họ Na. Loài này được (A.DC.) Steenis mô tả khoa học đầu tiên năm 1964.